# Ježovy
Ježovy är en ort i Tjeckien.   Den ligger i regionen Plzeň, i den västra delen av landet, 110 km sydväst om huvudstaden Prag. Ježovy ligger 454 meter över havet och antalet invånare är 234.
Terrängen runt Ježovy är platt norrut, men söderut är den kuperad.Runt Ježovy är det ganska tätbefolkat, med 179 invånare per kvadratkilometer. Närmaste större samhälle är Klatovy, 11,6 km söder om Ježovy. I omgivningarna runt Ježovy växer i huvudsak blandskog.